# Universidad Católica de Santiago del Estero
La Universidad Católica de Santiago del Estero (UCSE) es una institución creada en 1960 por un grupo de laicos católicos con la colaboración de la Congregación de los Hermanos de la Misericordia.
La UCSE es una institución de la Asociación Civil UCSE, una entidad sin fines de lucro y sin subvención del Estado, y tiene autonomía académica e institucional de acuerdo con la legislación vigente.
También comprende con su editorial Ediciones UCSE, la emisora Studio UNO (FM 104.9 MHz) y Canal Estudio 3.

## Historia

### Creación y Autonomía
La abolición del monopolio estatal sobre la educación universitaria era una aspiración histórica principalmente de la Iglesia católica, institución que había fundado las primeras universidades del país, luego expropiadas. Un antecedente claro en este respecto es José Manuel Estrada.
Hacia mediados del siglo XX, por decisión del ministro de Educación  demócrata cristiano Atilio Dell'Oro Maini, la legislación sobre posibilidad de enseñanza privada se materializó gracias al el 22 de diciembre de 1955 en el decreto-ley 6403, que permitió la creación de universidades privadas con capacidad para entregar títulos y diplomas académicos consagrando la autonomía universitaria. Gracias a estas gestiones, el 8 de junio de 1956 fue creada la Universidad Católica de Córdoba entre otras instituciones educativas superiores privadas.
Pero durante el gobierno del  Presidente Arturo Frondizi, en el año 1958, hubo un movimiento laicista creado a partir de la sanción de dos grandes leyes sancionadas durante ese gobierno: la aprobación del Estatuto del Docente y la que habilitó a las universidades privadas a emitir títulos profesionales. Fue sin dudas esta última la que motivó una gran protesta estudiantil conocida como "Laica o libre". Finalmente, el sector de radicales frondicistas, demócratacristianos, nacionalistas católicos y aliados liderado por el  Presidente  Frondizi logró consagrar la aprobación de esta reforma, que permitió otorgar personería jurídica a nuevas universidades.
En la segunda mitad del siglo veinte la cuatro veces centenaria ciudad de Santiago del Estero vio nacer un anhelo largamente esperado: la creación de una Casa de Estudios Superiores, que por la inspiración de un grupo de laicos católicos comprometidos con su comunidad, con la ayuda de la Congregación de los Hermanos de la Misericordia, y la bendición del Obispo, proyecta la fundación del entonces Instituto Universitario "San José".
Es así como un 21 de junio de 1960 abre sus puertas el Instituto Universitario San José de Ciencias Políticas, Sociales y Económicas. Esta institución nacería en un momento histórico especial, dentro de un tejido sociocultural particular y respondería a cuestionamientos de un grupo humano cuyo objetivo primordial fue brindar a los jóvenes santiagueños estudios superiores con nivel universitario, para evitar el éxodo a provincias ajenas.
La primera Escuela inicia sus actividades en calle Libertad 315 sede del Colegio San José dependiente de los Hermanos de Nuestra Señora de la Misericordia, comunidad religiosa que acompaña hasta hoy los destinos de esta Universidad.
Grande fue el desafío de comenzar a formar una comunidad universitaria que dio inicio con el dictado de las carreras de Ciencias Políticas y Sociales y Administración de Empresas.
Con fecha 15 de mayo de 1961, por Decreto del Ilustrísimo vicario capitular de la Diócesis monseñor Francisco Dubrovich, se confiere al Instituto la aprobación eclesiástica de sus Estatutos y mediante Decreto Serie A N.º 1960 del 13 de noviembre de 1961, el Superior Gobierno de la Provincia le otorga la personería jurídica.
Atenta a numerosas inquietudes y necesidades reales del medio, la universidad fue creciendo dando respuestas a la sociedad. En 1962 crea la Escuela de Psicopedagogía con la carrera de Jardín de Infantes, especialidad del área de educación carente en nuestra provincia.
En 1963 la carrera de Administración de Empresas se reorientó hacia Contador Público, por una significativa demanda y se proyectaron también las carreras de Procuración y Actuario Judicial. En 1964 se creó la carrera de Ciencias de la Educación.
El 27 de agosto de 1969 el Poder Ejecutivo de la Nación, por Decreto N.º 4793/69 otorga la autonomía a la UCSE y reconoce a sus títulos validez nacional.

### El Campus Universitario en Santiago del Estero
En 1979 comienza la construcción de los primeros pabellones de aulas, en un predio cedido sobre la margen derecha del Río Dulce. Quienes recuerdan lo que era ese sector ganado al río por la construcción del Dique Frontal, se sorprenden del desarrollo ambiental que tiene hoy.
Basurero de la ciudad, poblado de cerdos, un arenal, que con ideas y sacrificio fue recuperado e incorporado como espacio verde y lugar para el estudio.
Destaca la llamativa presencia de árboles que se encuentran en constante cuidado. El plan de forestación y parquización del Campus cuenta con el aporte de especies que se producen en la Estación Experimental Fernández y que hoy se eleva a más de 15.000 unidades entre casuarinas, algarrobos, lapachos, jacarandás, tipas, palo borrachos, etc.

## Las Sedes de la UCSE
La inspiración que anima la fundación de la UCSE se encuentra en el sentido de buscar con su creación un Santiago mejor, a partir de la respuesta a una comunidad postergada que le permita estudiar y programar su desarrollo, posibilitar a muchos estudiantes que antes tenían que emigrar realizar estudios superiores en su ciudad natal y, en general, convertirse en un centro de actividad cultural universitaria para la formación integral del hombre, se recrea a partir de las respuestas que la UCSE ha ofrecido con sus servicios educativos en algunas ciudades e instituciones que así lo han solicitado. 

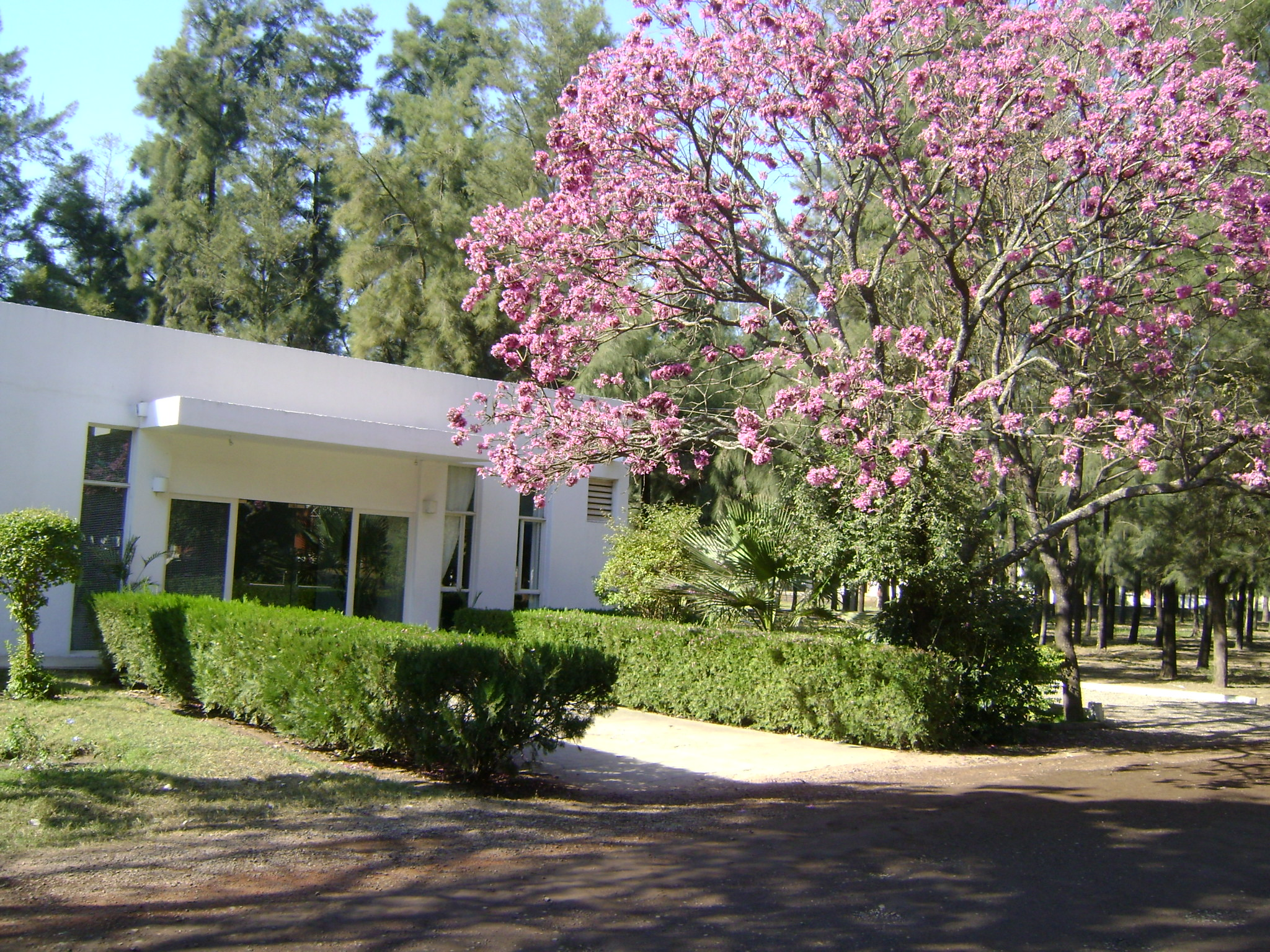
Ingreso al Rectorado

A partir de esta dinámica realidad, la UCSE, por medio de convenios de cooperación institucional, ha permitido en varios lugares ofrecer una alternativa de educación superior diferente y complementaria, evitar el éxodo de jóvenes lejos de sus ciudades natales, y en algunos casos articular una formación superior universitaria como servicio a instituciones del estado que han definido entre sus estratégicas la formación universitaria de sus miembros.
En el Preámbulo del Estatuto Académico se expone como una declaración de principios que la UCSE "orienta sus actividades a la búsqueda de soluciones para los problemas nacionales, regionales, y locales".
La diversidad de realidades y posibilidades que ofrece nuestro extendido territorio y nuestro cuerpo social, exige diversidad de respuestas. Todas, elaboradas con arreglo a las normas colaboran con el crecimiento y desarrollo de nuestra Nación.
Así nacen las Sedes: San Salvador (1993-Jujuy), Olivos-Prefectura Naval Argentina (1994-Buenos Aires) y Rafaela (1997-Santa Fe).